# لوید بیکن
لوید بیکن (انگلیسی: Lloyd Bacon; ۴ دسامبر ۱۸۸۹ – ۱۵ نوامبر ۱۹۵۵) یک کارگردان، هنرپیشه و فیلم‌نامه‌نویس اهل ایالات متحده آمریکا بود.
از فیلم‌هایی که وی در آن نقش داشته‌است، می‌توان به ایزی استریت اشاره کرد.